# Helene Börner

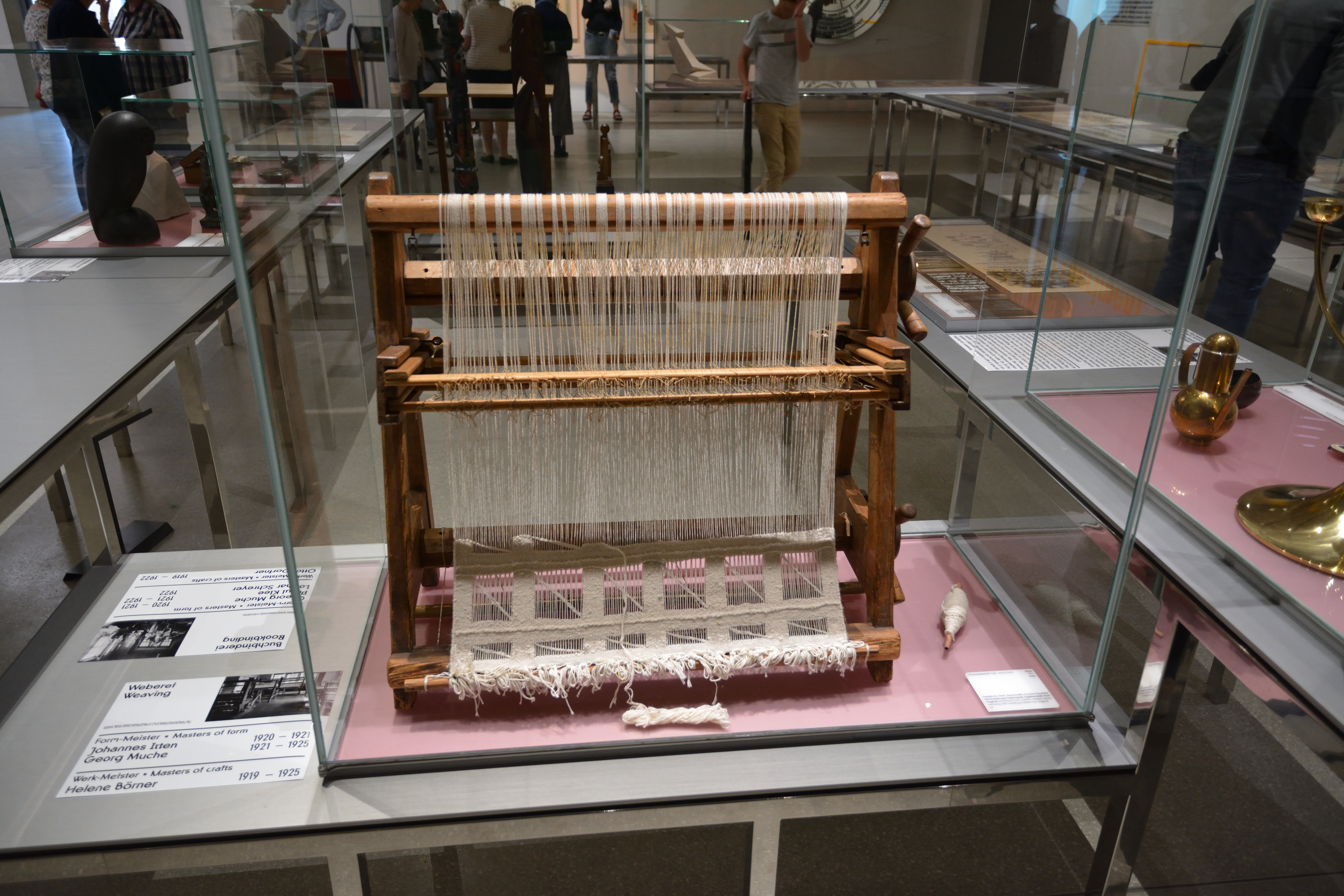
Hochwebstuhl im Bauhaus-Museum mit Erwähnung von Börner als Werk-Meister

Helene Börner (* 21. Dezember 1867 in Weimar; † 11. Juni 1962 in Nauendorf (Thüringen)) war eine deutsche Weberin und die erste Werkmeisterin der Weberei  des Bauhauses in Weimar.

## Leben und Werk
Helene Börner war die Tochter des großherzoglichen Hofmusikers Eduard Friedrich Edmund Börner. Über ihre Berufsausbildung ist nichts Näheres bekannt. Vermutlich absolvierte sie eine Ausbildung als Handarbeitslehrerin. 1897 wird sie erstmals als Näherin im Weimarer Adressbuch genannt. Ab 1903 war sie Geschäftsführerin des Vereins für weibliche Handarbeit. Von 1905 bis in die 1920er Jahre war sie Geschäftsführerin der Weimarer Paulinenstiftung für gewerblichen Hausfleiß. Es wird angenommen, dass der belgische Architekt Henry van de Velde sie 1904 gebeten hatte, als Lehrkraft für das kunstgewerbliche Seminar der Kunstgewerbeschule Weimar tätig zu werden. Ab 1906 unterrichtete sie dort schwedische Weberei und Stickerei. Darüber hinaus leitete sie die Teppichknüpferei an der Schule ab 1909. Als 1915 die Kunstgewerbeschule wegen des Ersten Weltkriegs schließen musste, arbeitete Helene Börner auf privater Basis in eigener Weberei-Werkstatt an der Schule weiter.
1919 ging die Kunstgewerbeschule Weimar in das Staatliche Bauhaus unter Leitung von Walter Gropius über. Mit vertraglicher Bindung an das Bauhaus betrieb Helene Börner ihre Werkstatt mit eigenen Webstühlen weiter. 1920 wird sie als Meister des Handwerks des Bauhauses bezeichnet. Sie war als ausgebildete Werkkunstlehrerin die handwerkliche Leiterin der Werkstatt für Weberei am Bauhaus, während die künstlerische Leitung bei Josef Albers und ab 1921 bei Georg Muche lag. Die Weberei war eine der erfolgreichsten und produktivsten Werkstätten am Bauhaus. Anfangs war die Weberei mit sieben Gesellinnen und 14 Lehrlingen im Jahr 1920 die personell am stärksten besetzte Werkstatt. Gefertigt wurden unter anderem Teppiche und Vorhänge für das Musterhaus Am Horn und das Gropius-Zimmer.
Nach dem Umzug des Bauhauses 1925 nach Dessau blieb Helene Börner mindestens bis zum Jahr 1926 an der Nachfolgeeinrichtung in Form der Bauhochschule Weimar. Im Weimarer Adressbuch wird sie in den Jahren von 1934 bis 1937 als Rentnerin bezeichnet. Im Adressbuch von 1939/1940 ist sie nicht mehr genannt.
1929 zog sie mit dem ehemaligen Hausmeister des Bauhauses, Max Mielke, nach Weimar-Tiefurt. Beide hatten ein freundschaftliches Verhältnis. Börner unterstützte Mielke bei seiner Arbeit in der Schankwirtschaft im Schloss Tiefurt. 1930 unternahm Börner einen Selbstmordversuch und war anschließend vermutlich in einem Heim untergebracht. Bis Ende der 1930er Jahre wohnte sie dann im Haus des Kunstmalers Hermann Tillmans in Weimar. Anschließend zog sie nach Nauendorf (Thüringen).